# رفيع علي
رفيع علي (بالإنجليزية: Mohd Rafi Ali)‏ هو لاعب كرة قدم ومدرب كرة قدم سنغافوري في مركز الوسط، ولد في 11 ديسمبر 1972 في سنغافورة. شارك مع منتخب سنغافورة لكرة القدم. أما مع النوادي، فقد لعب مع نادي تامبينس روفرز ونادي غيلانغ إنترناشونال ونادي واريورز.